# Wilhelm Bruckner

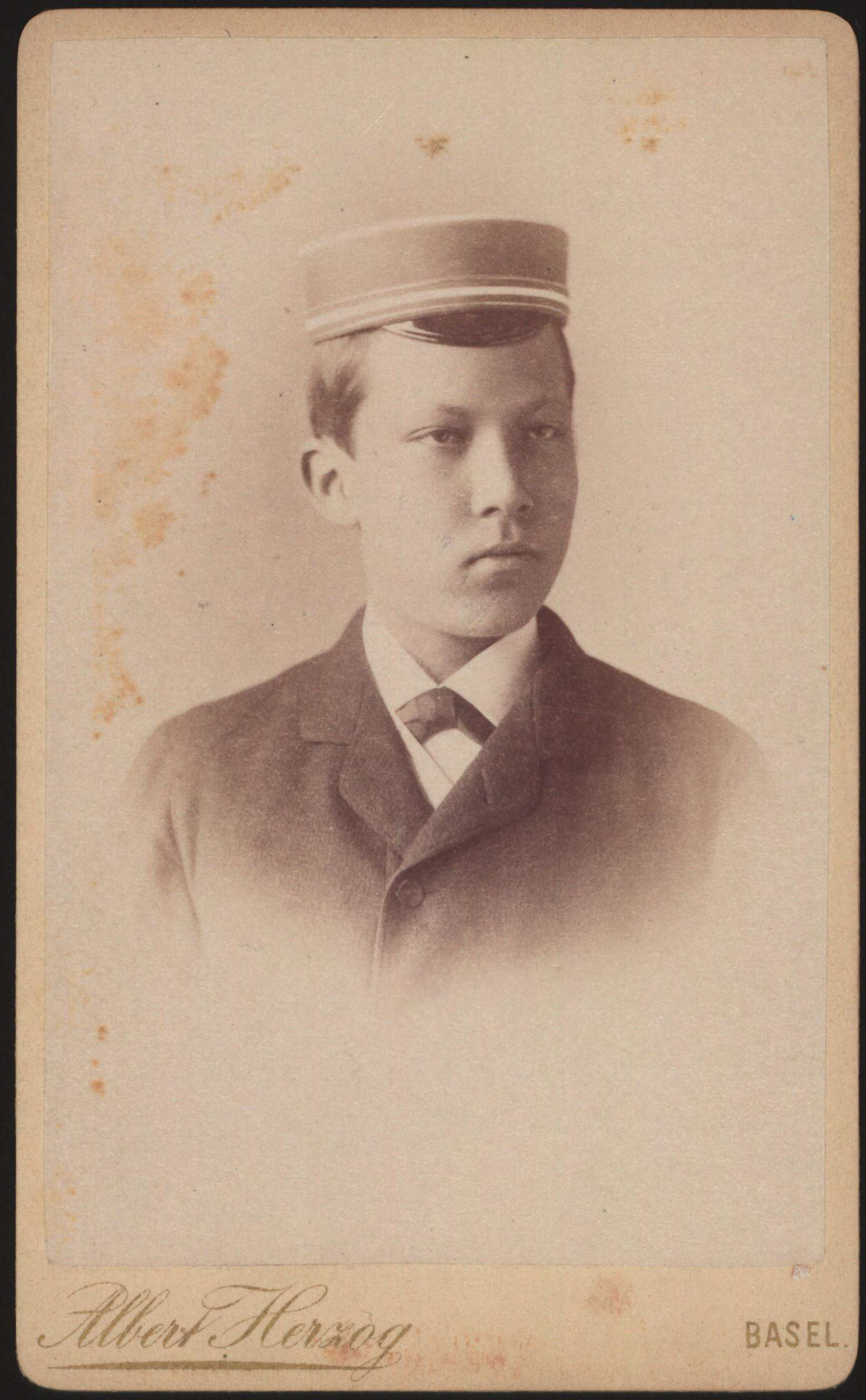
Wilhelm Bruckner als Jugendlicher ([1886])

Wilhelm Bruckner (* 1. März 1870 in Basel; † 17. Dezember 1952 ebenda) war ein Schweizer Germanist und Linguist.

## Leben

### Familie
Wilhelm Bruckner war der Sohn des Arztes Theophil Bruckner (* 5. November 1821 in Basel; † 6. November 1896) und dessen zweiter Ehefrau Adele (* 31. Januar 1838 in Basel; † 14. Dezember 1916), Tochter des Majors Johann Konrad Burckhardt (1808–1857); er hatte noch vier Geschwister.
Ab 1917 war er mit Bertha (geb. Thiersch) verheiratet; gemeinsam hatten sie mehrere Kinder; zu diesen gehörte unter anderem die spätere Archäologin Auguste Bruckner.

### Werdegang
Wilhelm Bruckner immatrikulierte sich an der Universität Basel und hörte unter anderem Vorlesungen bei Georg Rudolf Koegel; später setzte er sein Studium an der Universität Berlin fort. 1895 promovierte er mit seiner Dissertation Studien zur Geschichte der langobardischen Sprache zum Dr. phil.
Von 1895 bis 1935 war er als Lehrer für Griechisch, Latein, Deutsch und Geschichte am Humanistischen Gymnasium Basel (heute Gymnasium am Münsterplatz) beschäftigt; zu seinen Schülern gehörte unter anderem der spätere Volkskundler Eduard Strübin.
Nach seiner Habilitation 1899 an der Universität Basel lehrte er dort ab 1905 als ausserordentlicher Professor für deutsche Sprachwissenschaft und hielt Vorlesungen und Übungen über Gotisch, Althochdeutsch, Altsächsisch und Mittelhochdeutsch, zu Syntax und Wortgeschichte des Deutschen sowie auch zur mittelhochdeutschen Literatur.

### Sprachwissenschaftliches Wirken
Ein besonderer Schwerpunkt des Wirkens von Wilhelm Bruckner bildete die Erforschung der Basler Mundart und im Zusammenhang damit die Beschäftigung mit der Volkskunde. Er veröffentlichte verschiedene wissenschaftliche Publikationen, so unter anderem 1895 Die Sprache der Langobarden, 1899 Charakteristik der germanischen Elemente im Italienischen, 1936 Die Bedeutung der Ortsnamen für die Erkenntnis alter Sprach- und Siedlungsgrenzen in der Westschweiz und 1945 Schweizer Ortsnamenkunde.
Er publizierte unter anderem auch Aufsätze in Teuthonista – Zeitschrift für Dialektologie.

## Mitgliedschaften
Wilhelm Bruckner wurde 1943 zum Ehrenmitglied des 1904 gegründeten deutschschweizerischen Sprachvereins ernannt, dessen Mitglied er seit 1906 war und in deren Vorstand er von 1928 bis 1944 vertreten war. Er war auch korrespondierendes Mitglied der Monumenta Germaniae Historica.

## Schriften (Auswahl)
- Studien zur Geschichte der langobardischen Sprache. Strassburg, 1895.
- Die Sprache der Langobarden. In: Quellen und Forschungen zur Sprach- und Kulturgeschichte der germanischen Völker, 75. Band. Strassburg 1895.
- Charakteristik der germanischen Elemente im Italienischen. Basel 1899.
- Rudolf Koegel; Wilhelm Bruckner: Geschichte der althoch- und altniederdeutschen Literatur. Strassburg: Trübner, 1901.
- Der Helianddichter, ein Laie. Basel Reinhardt 1904.
- Koegel, Georg Rudolf. In: Allgemeine Deutsche Biographie (ADB). Band 51, Duncker & Humblot, Leipzig 1906, S. 519–522.
- Volkstum u. Sprachverhältnisse in Elsass-Lothringen – Gutachten, erst. gelegentlich der Prozesse gegen die Beamten, welche das Manifest des Heimatbundes unterzeichnet haben. Alsatia, Colmar 1926.
- Die altsächsische Genesis und der Heliand, das Werk eines Dichters. Berlin: Walter de Gruyter, 1929.
- Veränderungen unseres mundartlichen Wortschatzes. Basel, 1929.
- Veränderungen im Wortschatz der Basler Mundart. In: Teuthonista 8 (1931/1932), S. 170–197.
- Zur Orthographie der althochdeutschen Isidorübersetzung und zur Frage nach der Heimat des Denkmals. Basel: Schwabe, 1935.
- Die Bedeutung der Ortsnamen für die Erkenntnis alter Sprach- und Siedlungsgrenzen in der Westschweiz. In: Vox Romanica, Band 1. 1936. doi:10.5169/seals-2274#253, S. 235–263.
- Über Entstehung und Geschichte unserer Ortsnamen. Basel: Buchdruckerei der National-Zeitung AG, 1937.
- Abriss der Deutschen Sprachlehre für höhere schweizerische Schulen. Basel: Schwabe, 1939. (9. erweiterte Auflage)
- Sprachliches vom Grüssen. In: Schweizerisches Archiv für Volkskunde, Band 37. 1939–1940. doi:10.5169/seals-113525#73, S. 65–86.
- Ortsnamen, Siedlungsgrenzen, Volkstum in der deutschen Schweiz. In: Schweizerisches Archiv für Volkskunde, Band 37. 1939–1940. doi:10.5169/seals-113533#210, S. 201–217.
- Doppelsprachige Ortsnamen der Schweiz: als Zeugen früherer Siedlungs- und Verkehrsverhältnisse. Jährliche Rundschau des deutschschweizerischen Sprachvereins, Band 36. 1940. doi:10.5169/seals-595178#21, S. 15–30.
- Von der Verwahrlosung der Sprache. Zürich: Fachschriften-Verlag, 1943.
- Schweizer Ortsnamenkunde. In: Volkstum der Schweiz, Band 6. 1945.
- Von der sprachlichen Eigenart Basels. In: Schweizerisches Archiv für Volkskunde, Band 43. 1946. doi:10.5169/seals-114226#536, S. 523–530.
- Allerlei von unsern Familiennamen. Von den Schwierigkeiten der Erklärung. In: Der Schweizer Familienforscher, Band 16, Heft 1–2. 1949. S. 12–19.
- Allerlei von unsern Familiennamen. Von der Geschichte der Familiennamen. In: Der Schweizer Familienforscher, Band 16, Heft 3–4. 1949. S. 26–37.
- Allerlei von unsern Familiennamen. Familiennamen, die als alten Personennamen (Vornamen) hervorgegangen sind. In: Der Schweizer Familienforscher, Band 16, Heft 5–6. 1949. doi:10.5169/seals-697942#70, S. 53–57.
- Allerlei von unsern Familiennamen. Familiennamen, die als alten Personennamen (Vornamen) hervorgegangen sind (Fortsetzung). In: Der Schweizer Familienforscher, Band 16, Heft 7–8. 1949. doi:10.5169/seals-697942#90, S. 69–73.
- Allerlei von unsern Familiennamen. Familiennamen, die als alten Personennamen (Vornamen) hervorgegangen sind (Fortsetzung). In: Der Schweizer Familienforscher, Band 16, Heft 9–10. 1949. doi:10.5169/seals-697942#113, S. 88–90.
- Allerlei von unsern Familiennamen. Familiennamen, die von einer Tätigkeit, einem Beruf oder einer amtlichen Stellung Kunde geben. In: Der Schweizer Familienforscher, Band 16, Heft 11–12. 1949. doi:10.5169/seals-697942#134, S. 105–112.
- Allerlei von unsern Familiennamen. Familiennamen, die von der Wohnung oder der Herkunft ihres Trägers berichten. In: Der Schweizer Familienforscher, Band 17, Heft 1–2. 1950. doi:10.5169/seals-697376#10, S. 1–7.
- Allerlei von unsern Familiennamen. Familiennamen, die aus Zunamen (Übernamen) hervorgegangen sind. In: Der Schweizer Familienforscher, Band 17, Heft 3–4. 1950. S. 40–47.